# Élections législatives de 1967 dans les Ardennes
Les élections législatives françaises de 1967 se déroulent les 5 et 12 mars 1967.  Dans le département des Ardennes, trois députés sont à élire dans le cadre de trois circonscriptions.

## Élus
| Circonscription | Député sortant | Parti | Parti   | Député élu ou réélu | Parti | Parti       |
| --------------- | -------------- | ----- | ------- | ------------------- | ----- | ----------- |
| 1re             | Lucien Meunier |       | UNR-UDT | Lucien Meunier      |       | UD-Ve       |
| 2e              | Jean Le Gall   |       | UNR-UDT | André Lebon         |       | FGDS (SFIO) |
| 3e              | Roger Noiret   |       | UNR-UDT | Guy Desson          |       | PSU         |

## Résultats

### Résultats à l'échelle du département
| Parti          | Parti                                           | Premier tour | Premier tour | Second tour | Second tour | Sièges |
| Parti          | Parti                                           | Voix         | %            | Voix        | %           | Sièges |
| -------------- | ----------------------------------------------- | ------------ | ------------ | ----------- | ----------- | ------ |
|                | Union des démocrates pour la Ve République      | 46 003       | 35,09        | 61 721      | 46,93       | 1      |
|                | Républicains indépendants                       | 4 802        | 3,66         |             |             | 0      |
|                | Union des républicains de progrès               | 50 805       | 38,75        | 61 721      | 46,93       | 1      |
|                |                                                 |              |              |             |             |        |
|                | Section française de l'Internationale ouvrière  | 21 138       | 16,12        | 27 447      | 20,87       | 1      |
|                | Fédération de la gauche démocrate et socialiste | 21 138       | 16,12        | 27 447      | 20,87       | 1      |
|                |                                                 |              |              |             |             |        |
|                | Parti communiste français                       | 30 888       | 23,56        | 18 385      | 13,98       | 0      |
|                | Progrès et démocratie moderne                   | 15 387       | 11,74        | Retrait     | Retrait     | 0      |
|                | Parti socialiste unifié                         | 12 888       | 9,83         | 23 976      | 18,23       | 1      |
|                |                                                 |              |              |             |             |        |
| Inscrits       | Inscrits                                        | 166 381      | 100,00       | 166 364     | 100,00      | 3      |
| Abstentions    | Abstentions                                     | 32 493       | 19,53        | 30 307      | 18,22       |        |
| Votants        | Votants                                         | 133 888      | 80,47        | 136 057     | 81,78       |        |
| Blancs et nuls | Blancs et nuls                                  | 2 782        | 2,08         | 4 528       | 3,33        |        |
| Exprimés       | Exprimés                                        | 131 106      | 97,92        | 131 529     | 96,67       |        |

### Résultats par circonscription

#### Première circonscription (Mézières - Rethel)
| Candidat       | Candidat                     | Parti          | Premier tour | Premier tour | Second tour | Second tour |  |
| Candidat       | Candidat                     | Parti          | Voix         | %            | Voix        | %           |  |
| -------------- | ---------------------------- | -------------- | ------------ | ------------ | ----------- | ----------- |  |
|                | Lucien Meunier sortant réélu | UD-Ve          | 15 632       | 37,52        | 22 591      | 55,13       |  |
|                | Roger Villemaux              | PCF            | 10 935       | 26,24        | 18 385      | 44,87       |  |
|                | René Miquel                  | FGDS (SFIO)    | 7 021        | 16,85        | Retrait     | Retrait     |  |
|                | Michel Colinet               | CNIP (PDM)     | 6 626        | 15,9         | Retrait     | Retrait     |  |
|                | Pierre Vassal                | RI             | 1 452        | 3,48         |             |             |  |
|                |                              |                |              |              |             |             |  |
| Inscrits       | Inscrits                     | Inscrits       | 54 086       | 100,00       | 54 082      | 100,00      |  |
| Abstentions    | Abstentions                  | Abstentions    | 11 434       | 21,14        | 10 776      | 19,93       |  |
| Votants        | Votants                      | Votants        | 42 652       | 78,86        | 43 306      | 80,07       |  |
| Blancs et nuls | Blancs et nuls               | Blancs et nuls | 986          | 2,31         | 2 330       | 5,38        |  |
| Exprimés       | Exprimés                     | Exprimés       | 41 666       | 97,69        | 40 976      | 94,62       |  |

#### Deuxième circonscription (Charleville - Givet)
| Candidat       | Candidat             | Parti          | Premier tour | Premier tour | Second tour | Second tour |  |
| Candidat       | Candidat             | Parti          | Voix         | %            | Voix        | %           |  |
| -------------- | -------------------- | -------------- | ------------ | ------------ | ----------- | ----------- |  |
|                | Jean Le Gall sortant | UD-Ve          | 17 873       | 37,16        | 21 127      | 43,49       |  |
|                | André Lebon élu      | FGDS (SFIO)    | 14 117       | 29,35        | 27 447      | 56,51       |  |
|                | René Visse           | PCF            | 12 525       | 26,04        | Retrait     | Retrait     |  |
|                | Dominique Noël       | CD (PDM)       | 3 583        | 7,45         |             |             |  |
|                |                      |                |              |              |             |             |  |
| Inscrits       | Inscrits             | Inscrits       | 60 305       | 100,00       | 60 289      | 100,00      |  |
| Abstentions    | Abstentions          | Abstentions    | 11 336       | 18,8         | 10 728      | 17,79       |  |
| Votants        | Votants              | Votants        | 48 969       | 81,2         | 49 561      | 82,21       |  |
| Blancs et nuls | Blancs et nuls       | Blancs et nuls | 871          | 1,78         | 987         | 1,99        |  |
| Exprimés       | Exprimés             | Exprimés       | 48 098       | 98,22        | 48 574      | 98,01       |  |

#### Troisième circonscription (Sedan - Vouziers)
| Candidat       | Candidat             | Parti          | Premier tour | Premier tour | Second tour | Second tour |  |
| Candidat       | Candidat             | Parti          | Voix         | %            | Voix        | %           |  |
| -------------- | -------------------- | -------------- | ------------ | ------------ | ----------- | ----------- |  |
|                | Guy Desson élu       | PSU            | 12 888       | 31,17        | 23 976      | 57,11       |  |
|                | Roger Noiret sortant | UD-Ve          | 12 498       | 30,23        | 18 003      | 42,89       |  |
|                | Guy du Souich        | PCF            | 7 428        | 17,97        | Retrait     | Retrait     |  |
|                | Robert Chazelle      | CD (PDM)       | 5 178        | 12,52        |             |             |  |
|                | André Gilles         | RI             | 3 350        | 8,1          |             |             |  |
|                |                      |                |              |              |             |             |  |
| Inscrits       | Inscrits             | Inscrits       | 51 990       | 100,00       | 51 993      | 100,00      |  |
| Abstentions    | Abstentions          | Abstentions    | 9 723        | 18,7         | 8 803       | 16,93       |  |
| Votants        | Votants              | Votants        | 42 267       | 81,3         | 43 190      | 83,07       |  |
| Blancs et nuls | Blancs et nuls       | Blancs et nuls | 925          | 2,19         | 1 211       | 2,8         |  |
| Exprimés       | Exprimés             | Exprimés       | 41 342       | 97,81        | 41 979      | 97,2        |  |